# Pierre Henri Bertrand de Saussine du Pont de Gault
Pierre Henri Septime Bertrand de Saussine du Pont de Gault (Paris, 20 avril 1903 - en mer vers Libreville, 7 novembre 1940) est un officier de marine français. 

## Biographie
Il entre à l'École navale en octobre 1922 et en sort enseigne de vaisseau de 2e classe en octobre 1924. Il embarque alors sur le cuirassé Paris en escadre de Méditerranée. 
Enseigne de vaisseau de 1re classe en octobre 1926, il est instructeur sur l'aviso Ancre, bâtiment école de pilotage puis est formé à l’École des torpilleurs sur le Thionville en 1929  dont il sort breveté. Il embarque comme officier en troisième du sous-marin de 1200 tonnes Dauphin en escadre de Méditerranée. 
Lieutenant de vaisseau en septembre 1930, second du sous-marin de Dauphin en 1932, il obtient les félicitations du ministre aux concours d'honneur. En janvier 1933, il est aide de camp du major général à Toulon puis embarque comme second du sous-marin mouilleur de mines Diamant en avril 1933. 
En 1934, il commande le sous-marin de 600 tonnes  Antiope puis en 1936 le sous-marin mouilleur de mines  Nautilus. Il est aide de camp du préfet maritime de Brest, l'amiral Devin en octobre 1937. En octobre 1938, il commande le sous-marin de 1500 tonnes Poncelet avec lequel, le 28 septembre 1939, il réussit l'exploit de capturer vers les Açores le gros cargo allemand Chemnitz avant qu'il ne se saborde et de le ramener à Casablanca. 
Capitaine de corvette en janvier 1940, le 18 juin 1940, il quitte Brest pendant la débâcle, pour rejoindre Casablanca d'où il est envoyé au Gabon pour assurer la défense de la colonie. Il débarque alors une partie de son équipage à Port-Gentil pour y protéger la ville. Le Poncelet est donc privé d'un tiers de ses marins, et à bord d'un sous-marin au combat, chaque homme est indispensable. Le 7 novembre 1940, le Poncelet est attaqué par le sloop britannique HMS Milford devant Libreville. Après six heures au jeu du chat et de la souris, le Poncelet est en position de tir. Il lance une première torpille qui passe sous la coque du Milford. La seconde torpille reste bloquée dans le tube dont la porte ne s'est pas assez ouverte, mais suffisamment pour créer une entrée d'eau. La torpille, quant à elle, dégage une épaisse fumée toxique. Le poids de l'eau embarquée et les fumées toxiques font que le sous-marin doit cesser le combat. Le Poncelet remonte en surface et le commandant dirige l'évacuation de l'ensemble de son équipage mais reste à bord. Bertrand de Saussine coule volontairement avec son bâtiment dans la plus pure tradition de la « Royale ». 
Pour la petite histoire, Bertrand de Saussine, ami d'Antoine de Saint-Exupéry est connu pour avoir courtisé Louise de Vilmorin qui, à la surprise de tous, choisit l'aviateur. Il était aussi ami d'Honoré d'Estienne d'Orves qui, malgré le fait qu'ils n'avaient pas choisi le même camp, gardera intacte jusqu'à sa propre mort en 1941 leur amitié et leur estime réciproque.

## Récompenses et distinctions
- Chevalier de la Légion d'honneur (11 novembre 1937).
- Son nom figure au Mémorial de Toulon ainsi que sur le Monument aux morts d'Espondeilhan.
- Une rue de Toulon porte son nom.
- Une plaque à sa mémoire a été apposée à une tombe du cimetière du Père-Lachaise.
- Déclaré Mort pour la France.